# Asesinato de Inejirō Asanuma
El 12 de octubre de 1960, Inejirō Asanuma (浅沼 稲次郎 Asanuma Inejirō?), presidente del Partido Socialista de Japón, fue asesinado en el Salón Público Hibiya de Tokio. Durante un debate televisado, el ultranacionalista de derecha de 17 años Otoya Yamaguchi subió al escenario y apuñaló mortalmente a Asanuma con una wakizashi, un tipo de espada corta tradicional. Yamaguchi se suicidó mientras se encontraba bajo custodia.
El asesinato debilitó al Partido Socialista de Japón, inspiró una serie de crímenes de imitación, y convirtió a Yamaguchi en un héroe duradero y posteriormente en un mártir del Gran Partido Patriótico de Japón y otros grupos japoneses de extrema derecha.

## Trasfondo
En 1959, Asanuma, una figura carismática de la izquierda japonesa, había causado controversia en Japón al visitar la China comunista y declarar a Estados Unidos "el enemigo compartido de China y Japón" durante un discurso en Beijing. Tras regresar a Japón, Asanuma, en su papel de líder del Partido Socialista de Japón (日本社会党 Nihon Shakai-tō?, JSP), se convirtió en uno de los líderes clave y principales rostros públicos de las masivas protestas de Anpo, una serie de protestas contra la revisión de 1960 del Tratado de Seguridad entre Estados Unidos y Japón (conocido como "Anpo" en japonés).
Asanuma y el JSP encabezaron una serie de marchas masivas contra la Dieta Nacional Japonesa. Cabe destacar, como se menciona en los escritos de Yamaguchi, el incidente del 15 de junio, donde el 15 de junio de 1960, manifestantes contra el tratado irrumpieron en el recinto de la Dieta Nacional y finalmente entraron a la fuerza por la puerta sur de la cámara. Esto provocó una pelea con los contramanifestantes, que provocó heridas graves.
Grupos e individuos de derecha, como Bin Akao y su Gran Partido Patriótico de Japón (大日本愛国党 Dai Nippon Aikoku Tō?), estaban muy molestos con Asanuma por presentar a Estados Unidos como el principal enemigo de Japón en su viaje a China y por oponerse activamente al Tratado de Seguridad. Las protestas masivas de izquierda convencieron a Akao, su partido y muchos otros grupos de derecha de que Japón estaba al borde de una revolución comunista.
Los mencionados comenzaron a realizar y participar en protestas, contraprotestas y otras actividades políticas. Akao pronunció numerosos discursos públicos, en los que destacó la importancia del papel de los jóvenes en la resistencia a sus rivales políticos. Uno de estos discursos atrajo la atención de Otoya Yamaguchi, quien se uniría al partido, participaría en sus actividades y posteriormente asesinaría a Asanuma.

## El perpetrador
Yamaguchi nació el 22 de febrero de 1943 en Yanaka, en el distrito de Taitō, Tokio, hijo de un oficial de alto rango del Ejército Imperial Japonés. Desde su primera infancia, Yamaguchi comenzó a leer periódicos. Enojado por lo que leyó, se volvió vehementemente crítico con los políticos y más tarde se interesó por los movimientos nacionalistas. A través de la influencia de su hermano mayor, comenzó a asistir a discursos y a participar en protestas y contraprotestas de derecha. A los 16 años, se unió formalmente al ultranacionalista Gran Partido Patriótico de Japón de Bin Akao.
Yamaguchi participó en las contraprotestas de Anpo y fue arrestado y liberado diez veces en el transcurso de 1959 y 1960.
Durante el transcurso de las protestas de Anpo, Yamaguchi se desilusionó del liderazgo de Akao y luego renunció al partido. En su testimonio ante la policía, afirmó que renunció al partido de Akao para "poner sus manos en un arma" y tener libertad para tomar "medidas más decisivas".

## Asesinato
El 12 de octubre de 1960, Asanuma participaba en un debate electoral televisado en el Salón Público Hibiya, en el centro de Tokio, en el que participaban los líderes de los tres principales partidos políticos. También estaba previsto que participaran Suehiro Nishio, del Partido Socialista Democrático, y el primer ministro Hayato Ikeda, del gobernante Partido Liberal Democrático. El debate fue patrocinado por la Comisión Electoral japonesa, la Alianza para Elecciones Limpias y la emisora nacional NHK, que también retransmitió el evento. En la sala también había un público de 2.500 personas.
Nishio habló primero, y a las 3:00 de la tarde, Asanuma avanzó al podio y comenzó su discurso. Inmediatamente, grupos de derecha del público comenzaron a abuchearlo en voz alta, y los micrófonos de la televisión y los reporteros sentados en la primera fila no pudieron escucharlo, lo que obligó al moderador de la NHK a interrumpir y pedir calma. Cinco minutos después, cuando el público finalmente se calmó y Asanuma volvió a hablar, Yamaguchi corrió al escenario y apuñaló profundamnete en el flanco izquierdo a Asanuma con una wakizashi (arma 33 centímetros (13,0 plg) espada corta samurái) que le había robado a su padre. Yamaguchi luego intentó un segundo ataque, pero fue rodeado y detenido por transeúntes.
En el momento del asesinato, Yamaguchi tenía una nota en su bolsillo que decía:
| Texto original japonés | Traducción en español |
| --- | --- |
| 汝、浅沼稲次郎は日本赤化をはかっている.自分は、汝個人に恨みはないが、社会党の指導的立場にいる者としての責任と、訪中に際しての暴言と、国会乱入の直接のせん動者としての責任からして、汝を許しておくことはできない。ここに於て我、汝に対し天誅を下す. 皇紀二千六百二十年十月十二日 山口二矢. | Tú, Inejirō Asanuma, estás planeando volver rojo a Japón [es decir, comunista]. Aunque no le guardo rencor como individuo, por las posturas que ha adoptado en su papel como líder del Partido Socialista, por la escandalosa declaración que hizo cuando visitó China y por la responsabilidad que tiene por la intrusión en la Dieta Nacional, no puedo concederte el perdón. Por la presente me convertiré en el instrumento que hará caer sobre ti el juicio del cielo. Día 12 del décimo mes del año 2620 de gobierno imperial, Otoya Yamaguchi |

Asanuma fue inmediatamente sacado del pasillo y trasladado a un hospital cercano. Inicialmente, se creía que Asanuma no había resultado gravemente herido porque no había ninguna hemorragia externa visible. Sin embargo, la profunda puñalada de Yamaguchi había perforado la aorta de Asanuma. Murió a los pocos minutos de una hemorragia interna masiva antes de llegar al hospital.

## Secuelas

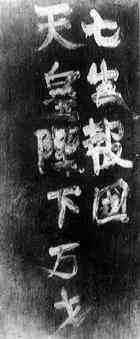
La nota que Otoya Yamaguchi escribió con pasta de dientes en la pared de su celda antes de suicidarse

### Discurso conmemorativo de Ikeda
La administración de Ikeda estaba en lo alto antes del debate electoral. El recién anunciado Plan de Duplicación de Ingresos de Ikeda había demostrado ser popular y las encuestas mostraban a su partido en una posición fuerte de cara a las elecciones. Sin embargo, la noche del asesinato de Asanuma, aproximadamente 20.000 manifestantes inundaron espontáneamente las calles de Tokio pidiendo la dimisión de todo el gabinete de Ikeda para asumir la responsabilidad por no garantizar la seguridad de Asanuma. A Ikeda y sus asesores les preocupaba que pudiera surgir un nuevo movimiento de protesta que sería la segunda venida de las protestas de Anpo que habían derrocado el gabinete de su predecesor inmediato, Kishi Nobusuke.
Para responder a la crisis, Ikeda tomó la inusual medida de pronunciar un discurso conmemorativo en una sesión plenaria de la Dieta el 18 de octubre. Los miembros de la Dieta del Partido Socialista se opusieron abiertamente al discurso. A pesar de la reputación de Ikeda como mal orador público y de la expectativa de que diera un discurso breve y repetitivo, Ikeda sorprendió a la multitud pronunciando un largo discurso en el que ofreció una evaluación elocuente y generosa del amor de Asanuma por su país y también por el pueblo japonés como su ética de trabajo duro. Se informó que el discurso hizo llorar a muchos miembros de la Dieta.
El partido de Ikeda ganó las elecciones, aumentando su número de escaños en la Dieta, aunque al Partido Socialista Japonés de Asanuma también le fue bien.

### Encarcelamiento y suicidio de Yamaguchi
Tras el asesinato, Yamaguchi fue arrestado y encarcelado en espera de juicio. Durante su encarcelamiento, mantuvo la calma y la compostura y dio libremente amplios testimonios a la policía. Yamaguchi afirmó constantemente que había actuado solo y sin ninguna dirección de los demás. Finalmente, el 2 de noviembre, escribió "Viva el Emperador" (天皇陛下万歳, tennōheika banzai) y "Ojalá tuviera siete vidas para dar por mi país" (七生報国, shichisei hōkoku) en la pared de su celda usando pasta de dientes, esta última en referencia a las últimas palabras del samurái Kusunoki Masashige del siglo XIV, y se ahorcó con sábanas anudadas.

## Legados

### Decadencia del Partido Socialista de Japón
El Partido Socialista de Japón había sido un matrimonio infeliz entre socialistas de extrema izquierda, socialistas de centro y socialistas de derecha que se habían visto obligados a unirse para oponerse a la consolidación de los partidos conservadores en el Partido Liberal Democrático en 1955. Asanuma era una figura carismática que había podido mantener unidas a muchas de estas facciones mutuamente antagónicas gracias a la fuerza de su personalidad. Bajo el liderazgo de Asanuma, el partido había ganado un número cada vez mayor de escaños en la Dieta en cada elección durante la segunda mitad de la década de 1950 y parecía estar cobrando impulso. La muerte de Asanuma privó al partido de su hábil liderazgo y, en cambio, empujó a Saburō Eda a asumir el papel de liderazgo. Eda rápidamente llevó al partido en una dirección más centrista, mucho más rápido de lo que los socialistas de izquierda estaban dispuestos a aceptar. Esto provocó crecientes luchas internas dentro del partido y dañó drásticamente su capacidad de presentar un mensaje cohesivo al público. Durante el resto de la década de 1960 y en adelante, el número de escaños que los socialistas ocupaban en la Dieta continuó disminuyendo hasta la extinción del partido en 1996.

### Televisión, novelas de Kenzaburō Ōe y crímenes de imitación
Debido a que el asesinato de Asanuma tuvo lugar frente a las cámaras de televisión, se mostró repetidamente en TV durante semanas y fue visto por casi todas las personas en Japón con acceso a la televisión. Pocas semanas después del asesinato, el autor ganador del Premio Nobel Kenzaburō Ōe escribió dos novelas cortas, Diecisiete y La muerte de un joven político, que obviamente se inspiraron en las acciones de Yamaguchi, aunque no fue mencionado por su nombre.
Las acciones de Yamaguchi y la publicidad masiva que recibieron inspiraron una serie de crímenes de imitación, a medida que varias figuras políticas se convirtieron en blanco de complots e intentos de asesinato durante los años siguientes.  De los crímenes notables inspirados por el ataque de Yamaguchi, uno fue el incidente de Shimanaka del 1 de febrero de 1961. En este incidente, Kazutaka Komori, un joven de 17 años miembro del Partido Patriótico del Gran Japón, intentó asesinar al presidente de la revista Chūō Kōron por publicar una secuencia gráfica de un sueño que representaba la decapitación del emperador y su familia. Esto contribuyó al establecimiento de lo que llegó a conocerse como el tabú del crisantemo.

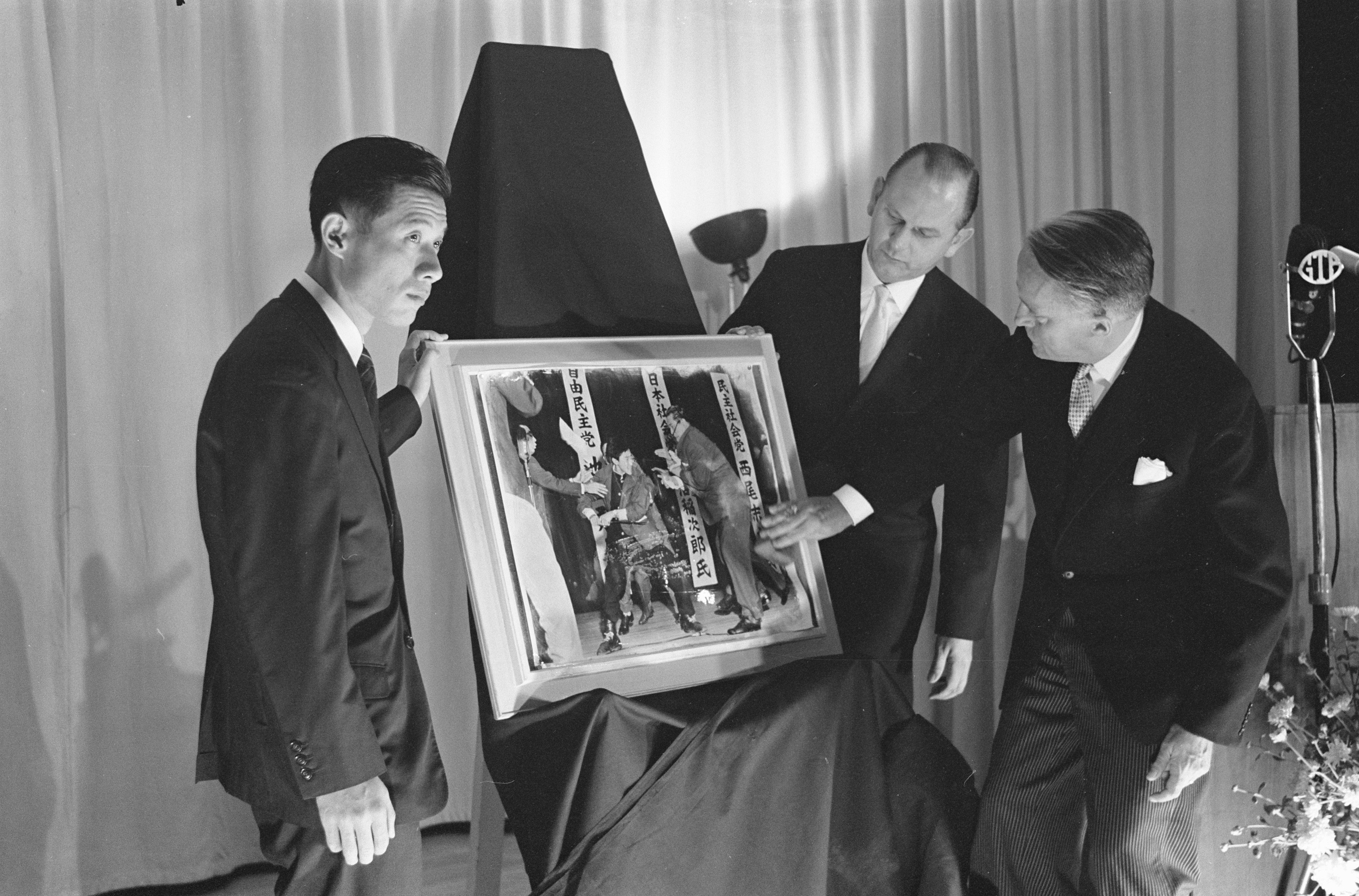
Yasushi Nagao (izquierda) con la fotografía ganadora del Premio Pulitzer (1961)

### Fotografía de Yasushi Nagao
Una fotografía del momento inmediatamente después de que Yamaguchi apuñalara a Asanuma fue tomada por el fotógrafo del periódico Mainichi Shinbun, Yasushi Nagao, quien había sido asignado para cubrir el debate. Mientras Yamaguchi se apresuraba hacia Asanuma, Nagao instintivamente ajustó la distancia focal de su lente de 4,5 metro (15 pies) a 3 metros (10 ft.) y capturó una imagen extremadamente clara del asesinato. La fotografía de Nagao ganó el premio World Press Photo del año en 1960 y el premio Pulitzer en 1961. Hoy en día todavía se encuentra en colecciones y se encuentra entre las mejores fotografías del siglo XX. La fotografía permitió a Nagao salir de Japón y viajar por el mundo en una época en la que a los japoneses generalmente no se les concedía permiso para viajar al extranjero. Pudo dejar su trabajo en Mainichi en 1962 y convertir su fama en una carrera como fotógrafo independiente.

### Yamaguchi se convierte en mártir
Yamaguchi se convirtió en héroe y mártir de varios grupos japoneses de extrema derecha. El 15 de diciembre de 1960, un gran número de grupos japoneses de extrema derecha se reunieron en el Salón Público Hibiya, donde había tenido lugar el asesinato, para celebrar un "Servicio Nacional en Memoria de Nuestro Hermano Mártir Yamaguchi Otoya". El Gran Partido Patriótico de Japón ha seguido celebrando un servicio conmemorativo anual para Yamaguchi cada año el 2 de noviembre, aniversario de su suicidio. Un evento especialmente grande tuvo lugar el 2 de noviembre de 2010, en el 50 aniversario de su suicidio.

### Fuera de Japón
El 12 de octubre de 2018, Gavin McInnes de Proud Boys, junto con miembros del grupo, participaron en una recreación del asesinato de 1960 en el Metropolitan Republican Club.